# Красное и Чёрное (группа)
«Красное и Чёрное» — ленинградская рок-группа. Группу в 1968-и году организовал Юрий Гончаров, выпускник физмеха Ленинградского политехнического института им. Калинина (ЛПИ).
В начальный состав группы вошли:
Юрий Гончаров — вокал, ритм-гитара;
Александр Жидков — вокал, соло-гитара;
Александр Иванов — вокал, бас-гитара;
Стулов — ударные.
Техниками работали Федор Злыднев и Владимир Хопов.
Начали репетировать в Доме культуры (клубе) «Красный Октябрь». Играли репертуар зарубежных групп The Beatles, The Shadows, The Troggs, The Rolling Stones, The Equals и пр. Вскоре ударника Стулова заменил Владимир Серебряков.
Постепенно стали обзаводиться собственными инструментами и аппаратурой, группе стало тесно в Красном Октябре, и в начале 1969 года она перебралась играть на танцах в Парголово. Напряженная работа на танцах и ночных балах сочеталась с интенсивными репетициями: у ребят были амбиции, им хотелось играть более сложные и красивые вещи.
В июле 1969 года в группу пришли Олег Степанов (соло-гитара) и Сергей Просвирнин (электроорган, гитара).
За короткий срок были отрепетированы новые песни со сложными партиями вокала, гитары, электрооргана, ударных: Better By You, Better Than Me и Society’s Child (Spooky Tooth), Time Of The Season (Zombies) и др.
В начале 1970 года группа перебирается играть на танцах в Юкках. Работа продолжается, и в репертуаре появляются Effigy (Creedence Clearwater Revival), I’ve Gotta Get A Message To You (Bee Gees), Venus (Shocking Blue), Light my fire (The Doors), Lalena и Blind (Deep Purple).
18 июня 1970 г. в «Ленинградской правде» выходит статья «Если вам позвонит Гарик». Статья была посвящена проблемам развития молодежной музыки в Ленинграде и носила разгромный характер. На примере вечера танцев в Юкках, где играла группа «Красное и Черное», в очередной раз и с уничижительными подробностями было раскрыто «тлетворное влияние Запада на современную молодежь».
Вспоминает Сергей Просвирнин: «По словам Гончарова, журналистка, с которой он общался, говорила ему, что она любит современную музыку и хочет написать статью в защиту музыкальных ансамблей, которые в ту пору подверглись гонениям после знаменитого выступления „Фламинго“ 25 декабря 1969 года в ЛПИ. Тем самым вошла к нему в доверие и вывела на откровенные высказывания, которые использовала в статье».
По результатам статьи с действующими студентами ЛПИ Просвирниным и Хоповым были проведены мощные профилактические беседы в деканате, но отчислять из вуза их не стали. А в отношении ленинградских рок-групп была усилена политика давления: ужесточены требования к репертуару и проведено всеобщее прослушивание, которое состоялось во Всеволожском доме культуры.
«Красное и Черное» принудили сменить яркое и уже раскрученное название на заурядное «Гармония». Тем не менее работа продолжилась. Руководителем выбирают Сергея Просвирнина, как имеющего музыкальное образование.
После ухода в армию Олега Степанова в группу приходит сильный мультиинструменталист Александр Алексеев (гитара, клавишные, флейта, вокал). И в репертуаре, помимо общеизвестных боевиков Yellow River (Christie), In The Summertime (Mungo Jerry), Have You Ever Seen The Rain (Creedence Clearwater Revival) того времени, появились такие вещи как In The Land Of The Few и Seagull (Love Sculpture), Monkberry Moon Delight и Eat at Home (Пол Маккартни).
Осенью 1971 года коллектив покидают Гончаров и Серебряков. Одновременно меняется и место работы: группа перемещается во Всеволожск.
Весной 1972 года уходят в армию Хопов и Алексеев, а осенью — Злыднев и Иванов.
Группа прекращает свое существование.
Просвирнин Сергей до ухода в армию (1975 г.) играет в джаз-рок-группе «Возрождение» (гитара).
Профессиональным музыкантом из всей группы становится только Александр Алексеев.
Гончаров, Хопов и Просвирнин в дальнейшем работают по вузовской специальности: Гончаров защитил докторскую диссертацию, а Хопов и Просвирнин — кандидатскую.
Федор Злыднев умер в 2012 году.